# Famille de Faÿ
La famille de Fay olim de Faÿ de La Tour Maubourg ou de Faÿ de La Tour-Maubourg est une famille éteinte de la noblesse française, originaire du Vivarais.

## Origine et extinction
Le nom de famille, anciennement « de Fay », provient du mariage en 1527 au château de Maubourg de Christophe de Fay avec Marguerite Mallet de la Tour Maubourg. Elle est originaire du Vivarais.
La famille s'éteint avec Alfred Étienne Marie de Faÿ de La Tour-Maubourg (1834-1891), secrétaire d'ambassade, chevalier de la Légion d'honneur, sans alliance.

## Orthographe du nom de famille
Dans les registres paroissiaux et les actes de l'état civil, le nom est « de Fay » ou « de Faÿ » et plus récemment « de Faÿ Demaubourg » en 1774 à la naissance Just Charles César de Faÿ Demaubourg, puis « de Faÿ de La Tour Maubourg » à la naissance d'Alfred Étienne Marie de Faÿ de La Tour Maubourg, le dernier à porter le nom, ou encore en 1849 au mariage de César de Faÿ de La Tour Maubourg et d'Anne Eugénie Ève Rodolphine Mortier de Trévise, nom usuel dans les actes du XIXe siècle avant l'extinction de la famille.

## Noblesse
Extraction féodale 1330. Maintenue noble en 1667. Preuves pour les pages de la Petite Écurie en 1732. Admis aux États de Languedoc en 1764. Honneurs de la Cour en 1776 et 1778.

## Héraldique
Les armes de la famille sont de gueules à la bande d'or chargée d'une fouine d'azur.

## Liens de filiation entre personnalités
Les informations fournies par l'ouvrage de Gustave Chaix d'Est-Ange et la lecture des registres d'état civil, permettent d'établir les liens suivant de filiation entre les personnalités de la famille :
- Artaud de Fay (1418-1482), seigneur de Saint-Quentin, chambellan de Charles VII en 1444, maître d'hôtel du dauphin Louis XI en 1450, 53, 61. Le 5 juillet 1433 à Bourg-Argental, il épouse Blanche de Gerlande[4].
  - Jean de Fay (1450-après 1512), damoiseau, seigneur de Saint-Quentin. Il épouse Charlotte Mallet de La Tour.
    - Christophe de Fay (1497-avant 1548), seigneur de Saint-Quentin et de Lherm, baron de la Tour-Maubourg. Le 16 juillet 1527 au château de Maubourg, il épouse Marguerite Mallet de la Tour Maubourg.
      - Jean de Fay (vers 1520-4 juin 1595), baron de la Tour Maubourg. Le 24 août 1558 à Annonay, il épouse Marguerite du Peloux.
        - Hector de Fay (vers 1559-après 1625), baron de la Tour-Maubourg et de Chabesprine, seigneur de Saint-Paulin, sieur de Verchères, sénéchal du Puy-en-Velay. Il épouse Marguerite de La Roche-Negly.
          - Jean de Fay (vers 1590-après 1653), baron de la Tour Maubourg et de Chabrespine. Le 28 juillet 1631 à Présailles, il épouse Jeanne de La Motte Brion.
            - Jacques de Fay, baron de la Tour Maubourg et de Chabrespine. Il épouse Eléonore Palatine de Dio de Montpeyroux.
              - Jean Hector de Fay, marquis de La Tour Maubourg, dit Jean Hector de Faÿ de La Tour-Maubourg (1684-1764), maréchal de France, commandeur de l'ordre de Malte. Sans descendance agnatique.

      - Jacques de Fay épouse Anne de Coisse.
        - Nicolas de Fay (1612- ). Il épouse Claire de Chavagnac.
          - Balthazar de Fay (1651- ), seigneur de Saint-Quentin. Le 18 février 1681 à Chaudeyrolles, il épouse en secondes noces Suzanne Marie Hélène de Truchet.
            - Florimond de Fay (1687-1749), seigneur de Coisse. Le 10 février 1710 à Tence, il épouse Huguette de Boulieu.
              - Claude Florimond de Fay de La Tour Maubourg (1712-1790), baron de Dunières, seigneur du Mazel, de Pleyné, de Salette, de Joyeuse La Roue, de Riotord, de La Motte-de-Galaure, baron de Privas, comte de Coisse, capitaine de cavalerie, chevalier. Il épouse Marie Françoise de Vachon de Belmonte, fille de Nicolas Vachon (1687-1752), marquis de Belmont, docteur en droit, avocat au parlement de Grenoble.
                - Marie Charles César Florimond de Fay, comte de La Tour Maubourg, dit Charles-César de Faÿ de La Tour-Maubourg (1756-1831), général et comte d'Empire. Il épouse Marie Charlotte Henriette Pinault de Tenelles.
                  - Florimond de Faÿ de La Tour-Maubourg (1781-1837), diplomate et homme politique, grand officier de la Légion d'honneur, pair de France. Il épouse à Paris, Caroline Béatrix « Perrone di San Martino », comtesse de Margnolas et de l'Empire, sœur d'Hector Perron de Saint-Martin, veuve et héritière fortunée du préfet Étienne Vincent de Marniola, dame du palais de l'impératrice Joséphine de Beauharnais (1804-1810) puis de l'impératrice Marie-Louise d'Autriche (1810-1814).
                    - César de Faÿ de La Tour-Maubourg (1820-1886), officier de hussards, député de la Haute-Loire (1852-1870). Le 21 juin 1849 à Paris, il épouse Anne-Ève Mortier de Trévise dite « Nancy », dame du palais de l'impératrice Eugénie de Montijo, fille de Napoléon Mortier de Trévise, pair de France puis sénateur du Second Empire. De ce mariage, naissent un garçon et une fille.
                      - Just Florimond Hector Rodolphe de Faÿ de La Tour-Maubourg (20 juillet 1850 à Paris - mort pour la France le 24 novembre 1870 à Fréville-du-Gâtinais). Sans postérité.

                  - Rodolphe de Faÿ de La Tour-Maubourg (1787-1871), général et homme politique. Sans alliance.
                  - Septime de Faÿ de La Tour-Maubourg (1801-1845), diplomate et homme politique. Il épouse Octavie Daru.

                - Marie Victor Nicolas de Fay, vicomte, puis marquis de La Tour Maubourg en 1817, dit Victor de Faÿ de La Tour-Maubourg (1768-1850), général d'Empire puis pair de France (1814) et ministre de la Guerre (1819-1821). Sans descendance.
                - Juste-Charles de Faÿ de la Tour-Maubourg (1774-1846), colonel de l'armée française sous l'Ancien Régime, il est déclaré traître à la Nation le 19 août 1792, en même temps que son frère aîné et le marquis de La Fayette. Capturé par les Autrichiens, il est libéré peu après. C'est En venant rejoindre (1798, à Wittmoldt dans le Schleswig-Holstein) son frère aîné libéré, qu'il fait la rencontre Anastasie Louise Pauline du Motier de La Fayette, fille de La Fayette.. Il l'épouse le 9 mai 1798 à Wittmoldt.
                  - Adrienne Jenny Florimonde de Faÿ de La Tour-Maubourg (1812-1897), arrière-arrière grand-mère de Paola, sixième reine des Belges de 1993 à 2013.
                    - Alfred Étienne Marie  de Faÿ de La Tour Maubourg (1834-1891), secrétaire d'ambassade, chevalier de la Légion d'honneur, dernier à porter ce nom de famille.

## Pour approfondir